# Lenguas khandeshi
Las lenguas khandeshi son un grupo de lenguas indoarias del estado de Maharashtra en la India. Se hablan en la región de Khandesh, encajada entre el territorio de Bhili y el de Marathi. Consiste en el khandeshi propiamente dicho y los dialectos dangri y ahirani. Las palabras 'ahirani' y 'khandeshi' a veces se usan indistintamente: Ahirani como el nombre basado en la casta (después de Ahirs) y Khandesh como el nombre basado en la región.

## Etimología
El khandeshi lleva el nombre de la región de Khandesh. Existen varias teorías sobre el origen de la palabra Khandesh. Una teoría establece que el nombre deriva de las palabras 'Khan' (un título utilizado por los diputados mogoles en la región) y 'desh' (país). Otra teoría sugiere que el nombre deriva de las palabras 'Kanha' y 'desh'; 'Kanha' es un nombre para Krishna, la deidad principal adorada por la gente Ahir de la región. Otras teorías sugieren los diversos orígenes de la palabra 'Khan', incluidos 'Kanbai' (una deidad femenina regional), 'Kahan' (heno o hierba) y 'Khaan' ('cuenca', como en la cuenca del río Waghur). Un estudio detallado de las diversas etimologías de la palabra Khandesh aparece en el libro Ahirani Boli del Dr. Ramesh Suryawanshi.

## Gramática y vocabulario
El marathi estándar y el ahirani muestran diferencias considerables en varios niveles de estructuras. Esto indica que el origen y el desarrollo de estos dos dialectos son independientes. Algunas de las peculiaridades de Ahirani muestran cercanía a Rajashthani y Gujarati.
Tomando prestadas y doblando las palabras del hindi, marathi y gujarati, Ahirani ha creado sus propias palabras que no se encuentran en ninguno de estos idiomas. Ahirani es básicamente en forma coloquial y usa la escritura devanagari para su escritura.
Los kandeshis educados hablan marathi estándar además de ahirani. En las áreas urbanas, Ahirani está perdiendo su popularidad entre esas personas frente al marathi estándar, pero en las áreas rurales domina Ahirani. El idioma se usa ampliamente entre los agricultores y los aldeanos. También es conocido por sus palabras secretas utilizadas por orfebres, vendedores de ganado, compradores de frutas, que solo conocen los miembros de esa comunidad.

## Literatura
Al ser un idioma rural, Ahirani no ha producido mucha literatura. Bahinabai Chaudhari (1880-1951) es una conocida poeta de Khandesh, y el estudio de su literatura se estudia e incluye en las fuentes del idioma marathi. El lenguaje en sus poemas es diferente al Ahirani, pero influenciado por Ahirani. Algunos dicen que el poeta no es Ahirani, sino Lewa (un dialecto de Khandeshi).